# Rafael Martínez de Escobar (Tabasco)
Rafael Martínez de Escobar es una localidad del municipio de Huimanguillo ubicado en la subregión de la Chontalpa del estado mexicano de Tabasco.

## Geografía
La localidad de Rafael Martínez de Escobar se sitúa en las coordenadas geográficas 17°43′18″N 93°23′16″O / 17.721667, -93.387778, a una elevación de 31 metros sobre el nivel del mar.

## Demografía
Según el Conteo de Población y Vivienda 2020, efectuado por el Instituto Nacional de Estadística y Geografía, la localidad de Rafael Martínez de Escobar tiene 249 habitantes, de los cuales 128 son del sexo masculino y 121 del sexo femenino. Su tasa de fecundidad es de 3.62 hijos por mujer y tiene 67 viviendas particulares habitadas.
| Gráfica de evolución demográfica de Rafael Martínez de Escobar entre 1980 y 2020 |
|                                                                                  |
| INEGI.                                                                           |